# Wilhelm Killmayer
Wilhelm Killmayer (ur. 21 sierpnia 1927 w Monachium, zm. 20 sierpnia 2017 w Starnbergu) – niemiecki kompozytor.

## Życiorys
W latach 1945−1951 uczeń Hermanna Wolfganga von Waltershausena. Od 1949 do 1952 roku studiował muzykologię na Uniwersytecie Monachijskim. Od 1951 do 1953 roku uczył się prywatnie u Carla Orffa, następnie od 1953 do 1954 roku uczęszczał na prowadzone przez niego kursy w monachijskiej Staatliche Hochschule für Musik. W latach 1955−1958 wykładowca Konserwatorium Trappa w Monachium. W latach 1958 i 1965−1966 przebywał na stypendium w Villa Massimo w Rzymie. W latach 1961−1965 dyrektor baletu bawarskiej opery państwowej. Od 1969 do 1975 roku pracował we Frankfurcie nad Menem jako kompozytor muzyki teatralnej i filmowej. Od 1973 do 1992 roku wykładał kompozycję w Staatliche Hochschule für Musik w Monachium. Członek Bayerische Akademie der Schönen Künste (1972) oraz Akademie der Künste w Berlinie (1980). Otrzymał nagrodę Fromm Music Foundation w Chicago (1954) oraz Prix Italia (1965). Odznaczony Orderem Maksymiliana (1993).

## Twórczość
Jego język muzyczny ukształtował się pod wpływem Carla Orffa, Igora Strawinskiego i Roberta Schumanna, cechuje się liryzmem, rytmicznością, statycznością i oszczędnością środków. Od Orffa zapożyczył ideał muzyki klarownej w konstrukcji i łatwo przyswajalnej dla słuchacza. Był przeciwnikiem awangardowych tendencji obecnych w muzyce współczesnej. W swoich dziełach wokalnych sięgał po teksty literackie.

## Ważniejsze kompozycje
(na podstawie materiałów źródłowych)

### Utwory orkiestrowe
- Sechs leichte Stücke na smyczki (1952)
- Koncert fortepianowy (1955)
- Divertissement (1957)
- 3 symfonie (I „Fogli” 1968, II „Ricordanze” na 14 instrumentów 1968–1969, III „Menschen-Los” 1972–1974 zrewid. 1988)
- Pezzi ed Intermezzi na fortepian, wiolonczelę i orkiestrę (1968)
- Fin al punto na smyczki (1970)
- Nachtgedanken (1973)
- The Broken Farewell na trąbkę i małą orkiestrę (1977)
- poemat symfoniczny Jugendzeit (1977)
- Verschüttete Zeichen (1977–1978)
- poemat symfoniczny Überstehen und Hoffen (1977–1978)
- poemat symfoniczny Im Freien (1980)
- Grande Sarabande na smyczki (1980)
- Zittern un Wagen (1980)
- Sostenuto na wiolonczelę i smyczki (1984)
- Le joie de vivre na małą orkiestrę i obój obbligato (1996)

### Utwory kameralne
- Kammermusik na instrumenty jazzowe (1957)
- Balletto na flety prosty i instrumenty perkusyjne (1959)
- Tre danze na obój i perkusję (1959)
- Per nove strumenti na 9 instrumentów (1968)
- Tre pezzi na trąbkę i fortepian (1968)
- Kwartet smyczkowy (1969)
- The woods so wilde: Kammermusik No. 1 na flet, 3 perkusistów, altówkę i gitarę (1970)
- Schumann in Endenich: Kammermusik No. 2 na fortepian, organy elektryczne lub fisharmonię i 5 perkusistów (1972)
- Kindertage: Kammermusik No. 3 na flet, altówkę, organy elektryczne, fortepian, akordeon, cytrę, gitarę i 5 perkusistów (1973)
- Führe mich, Alter, nur immer in Deinen geschnörkelten Frühlings-Garten! Noch duftet und taut frisch un würzig sein Flor na zespół kameralny (1974)
- Kwartet nr 2 na skrzypków, wiolonczelę i fortepian (1976)
- Brahms-Bildnis na skrzypce, wiolonczelę i fortepian (1976)
- Trio na 2 skrzypiec i wiolonczelę (1984)
- Fünf Romanzen na wiolonczelę i fortepian (1987)
- Humoreske na altówkę i fortepian (1987)
- Fünf Romanzen na wiolonczelę i fortepian (1989)
- Acht Bagatellen na wiolonczelę i fortepian (1990–1991)
- Fantasie na skrzypce i fortepian (1992)
- Die Schönheit des Morgens na altówkę i fortepian (1994)

### Utwory fortepianowe
- Paradies na fortepian na 3 ręce lub 2 fortepiany (1972)
- An John Field (1975)
- Drei Klavierstücke (1982)
- Fünf neue Klavierstücke (1986–1988)
- Trois Etudes blancs (1990–1991)
- Douze Etudes transcendentales (1991–1992)
- Rundgesänge und Morgenlieder (1993)

### Utwory wokalno-instrumentalne
- Drei Lieder na tenora i fortepian, według Heinricha Heinego (1947)
- Rêveries na sopran, fortepian i perkusję (1953)
- Canti amorosi na sopran, tenora i chór mieszany (1953–1954)
- Romanzen na sopran, fortepian i perkusję, według Federico Garcíi Lorki (1954)
- Missa brevis (1954)
- Acht Shakespeare- Lieder na tenora, skrzypce, klarnet, fagot, fortepian i perkusję (1955)
- Le petit Savoyard na sopran i 7 instrumentalistów (1956)
- Sappho na sopran i małą orkiestrę (1959–1960)
- Lieder, Oden und Szenen na chór, według Goethego (1962)
- Geistliche Hymnen und Gesange na chór, według Racine’a (1964)
- Romantische Chorlieder na chór męski, według Ludwiga Tiecka (1965)
- Tre Canti di Leopardi na baryton i orkiestrę (1965)
- Drei Gesänge na baryton i fortepian, według Hölderlina (1965)
- Sieben rondeaux na głosy solowe i chór żeński, według Karola Orleańskiego (1966)
- Antiphone na baryton, orkiestrę i mały chór męski ad libitum (1967)
- Lauda na chór podwójny z orkiestrą ad libitum (1968)
- Blasons anatomiques du corps féminin (I na sopran, klarnet, skrzypce, wiolonczelę i fortepian 1968, II na sopran i fortepian 1991)
- Laudatu I−II na chór mieszany, według Franciszka z Asyżu (1969)
- Altissimu na sopran, flet prosty, bongosy, 3 tam-tamy i kotły (1969)
- Preghiere na baryton i orkiestrę (1969)
- Salvum me fac na baryton i orkiestrę (1969–1971)
- Vier Chorstücke na chór (1971–1990)
- Tamquam sponsus na sopran i instrumenty (1974)
- Lazzi − Fünf scherzos na chór żeński, słowa kompozytora (1977)
- Speranza na 5-głosowy chór mieszany, słowa kompozytora (1977)
- Cantetto na chór, według Giuseppe Ungarettiego (1977)
- Französisches Liederbuch na sopran, baryton i zespół kameralny (1979–1980)
- Merlin-Liederbuch na 4 głosy i zespół kameralny (1981–1996)
- Hölderlin- Lieder (I na tenora i fortepian 1982–1985, II na tenora i fortepian 1983–1987, III na tenora i fortepian 1983–1991)
- Neue Sprichwörter und Geschichten na chór, słowa kompozytora (1987)
- Aussicht na baryton i 9 instrumentów, według Hölderlina (1989)
- Drei Lieder na tenora i fortepian, według Josepha von Eichendorffa (1991)
- Acht Lieder na tenora i fortepian, według Georga Trakla (1993)
- Die Zufriedenheit na tenora i fortepian, według Hölderlina (1993)
- Neun Lieder na mezzosopran i fortepian (1993)
- Huit Poéses de Mallarmée na sopran i fortepian (1993)
- Fünf Lieder der Sappho na sopran i fortepian (1993–1995)
- Heine-Porträt na tenora i fortepian, według Heinricha Heinego (1994–1995)
- ...was dem kaum bewusst na chór męski, według Hölderlina (1995)
- Pindar na chór mieszany i organy, do tekstu dwóch ód Pindara (1999)

### Opery
- opera-balet La Buffonata (1959–1960, radio Stuttgart 1960, premiera sceniczna Heidelberg 1961)
- La Tragedia di Orfeo (1960–1961, wyst. Monachium 1961)
- Yolimba oder Die Grenzen der Magie (1962–1963, wyst. Wiesbaden 1964, wersja zrewidowana Monachium 1970)
- Une leçon de français (Eine Französischstunde) (radio Stuttgart 1964, premiera sceniczna Stuttgart 1966)

### Balety
- Pas de deux classique (1964, wyst. Monachium 1965)
- Encore (wyst. Monachium 1970)
- Paradies (1972–1974)